# Hyperfonction
La notion d'hyperfonction, due à Mikio Satō,, généralise celle de distribution (au sens de Schwartz). Les hyperfonctions sur la droite réelle se définissent comme différences des « valeurs au bord » sur l'axe réel de fonctions holomorphes; elles permettent de trouver des solutions non triviales à des équations différentielles linéaires dont la seule solution est nulle dans l'espace des distributions. L'espace des hyperfonctions est donc « plus gros » que celui des distributions; alors qu'une distribution est « localement d'ordre fini », une hyperfonction peut être « localement d'ordre infini » car elle est « localement » une fonctionnelle analytique (i.e., une forme linéaire continue sur un espace de fonctions analytiques). Un autre avantage est que le faisceau des hyperfonctions est « flasque » (c'est-à-dire que le morphisme de restriction d'un ouvert à un ouvert plus petit est surjectif), propriété qui n'est pas partagée par le faisceau des distributions. Enfin, les hyperfonctions sont des classes de cohomologie à coefficients dans le faisceau des fonctions analytiques; une telle interprétation cohomologique est tout à fait étrangère à la théorie des distributions, et elle explique que les hyperfonctions se prêtent mieux que les distributions à un traitement algébrique des équations différentielles et des équations aux dérivées partielles (« analyse algébrique »,). À la suite des travaux de Satō, la théorie des hyperfonctions a été développée par plusieurs mathématiciens, parmi lesquels on peut citer Komatsu, ,,, Martineau, Harvey, et Schapira. Elle a donné lieu à plusieurs ouvrages didactiques développant des points de vue différents ,,. Le présent article reprend dans ses grandes lignes, avec quelques compléments, la présentation d'un ouvrage qui expose, entre autres, l'application des hyperfonctions à la théorie des systèmes linéaires (au sens de l'automatique).

## Hyperfonctions dans un ouvert de la droite réelle

### Définition d'une hyperfonction
Soit {\displaystyle \Omega } un ouvert de la droite réelle. Un voisinage complexe de {\displaystyle \Omega } se définit comme étant un ouvert U du plan complexe qui est relativement fermé dans {\displaystyle \Omega }, c'est-à-dire dont l'intersection avec l'axe réel est {\displaystyle \Omega }. Le sous-ensemble {\displaystyle U-\Omega } du plan complexe est ouvert.
On note {\displaystyle {\mathcal {O}}\left(U\right)} (resp. {\displaystyle {\mathcal {O}}\left(\Omega \right)}) la {\displaystyle \mathbb {C} }-algèbre des fonctions à valeurs complexes, analytiques dans U (resp. {\displaystyle \Omega }). Puisque {\displaystyle {\mathcal {O}}\left(U\right)\subset {\mathcal {O}}\left(U-\Omega \right)} (avec une notation évidente), on peut former le quotient
{\displaystyle {\mathcal {B}}\left(\Omega \right)={\mathcal {O}}\left(U-\Omega \right)/{\mathcal {O}}\left(U\right)}
On montre grâce à un théorème dû à Mittag-Leffler que {\displaystyle {\mathcal {B}}\left(\Omega \right)} ne dépend que de {\displaystyle \Omega } et non du voisinage complexe U considéré, ce qui justifie la notation. On peut donc aussi écrire
{\displaystyle {\mathcal {B}}\left(\Omega \right)=\lim \limits _{\underset {U\in {\mathfrak {U}}\left(\Omega \right)}{\longrightarrow }}{\mathcal {O}}\left(U-\Omega \right)/{\mathcal {O}}\left(U\right)}
où {\displaystyle {\mathfrak {U}}\left(\Omega \right)} est le système inductif des voisinages complexes de {\displaystyle \Omega } ordonnés par l'inclusion.
Définition — 
L'espace des hyperfonctions dans {\displaystyle \Omega } est {\displaystyle {\mathcal {B}}\left(\Omega \right)}.
L'espace {\displaystyle {\mathcal {B}}\left(\Omega \right)} est égal à {\displaystyle H_{\Omega }^{1}\left(U;{\mathcal {O}}\right)}, i.e. au premier groupe de cohomologie de U modulo {\displaystyle \Omega } et coefficients dans le faisceau {\displaystyle {\mathcal {O}}} des fonctions holomorphes (il s'agit de cohomologie relative (en) pour des couples ouverts, développée par Satō et indépendamment, dans un cadre plus général, Grothendieck). Il en résulte que {\displaystyle {\mathcal {B}}:\Omega \mapsto {\mathcal {B}}\left(\Omega \right)} est un faisceau.
Soit {\displaystyle \varphi \in {\mathcal {O}}\left(U-\Omega \right)}. Puisque {\displaystyle U-\Omega =U_{+}\cup U_{-}} où {\displaystyle U_{\pm }=\left\{z\in U:\pm \Im \left(z\right)>0\right\}}, la fonction analytique {\displaystyle \varphi } ci-dessus peut s'écrire de manière unique sous la forme {\displaystyle \varphi _{+}-\varphi _{-}} où {\displaystyle \varphi _{\pm }\in {\mathcal {O}}\left(U_{\pm }\right)}. Son image canonique dans l'espace quotient {\displaystyle {\mathcal {B}}\left(\Omega \right)} (i.e. l'hyperfonction définie par cette fonction analytique) est notée {\displaystyle \left[\varphi \right]}. En tirant parti de la seconde expression ci-dessus de {\displaystyle {\mathcal {B}}\left(\Omega \right)}, en tant que limite inductive, on écrit pour tout {\displaystyle x\in \Omega }
{\displaystyle \left[\varphi \right]\left(x\right)=\varphi \left(x+i0\right)-\varphi \left(x-i0\right)=\left[\varphi \left(z\right)\right]_{z=x}}.
On appelle {\displaystyle \varphi \in {\mathcal {O}}\left(U-\Omega \right)} une fonction de définition de {\displaystyle \left[\varphi \right]}. On a (par définition) {\displaystyle \left[\varphi \right]=0} si (et seulement si) {\displaystyle \varphi \in {\mathcal {O}}\left(U\right)}. Les valeurs au bord de la fonction holomorphe {\displaystyle \varphi \left(z\right)\in {\mathcal {O}}\left(U-\Omega \right)} sont
{\displaystyle \varphi \left(x+i0\right)=\left[\varepsilon \varphi \right]} et {\displaystyle \varphi \left(x-i0\right)=-\left[{\bar {\varepsilon }}\varphi \right]}
où {\displaystyle \varepsilon \left(z\right)=\left\{{\begin{array}{c}1{\text{ si }}\Im \left(z\right)>0\\0{\text{ si }}\Im \left(z\right)<0\end{array}}\right.} et {\displaystyle {\bar {\varepsilon }}\left(z\right)=\left\{{\begin{array}{c}0{\text{ si }}\Im \left(z\right)>0\\1{\text{ si }}\Im \left(z\right)<0\end{array}}\right.} (on notera que {\displaystyle \varepsilon } et {\displaystyle {\bar {\varepsilon }}} appartiennent toutes deux à {\displaystyle {\mathcal {O}}\left(U-\Omega \right)}). On définit les deux opérateurs valeurs au bord {\displaystyle \mathbf {b} _{\pm }:{\mathcal {O}}\left(U-\Omega \right)\rightarrow {\mathcal {B}}\left(\Omega \right):\varphi \mapsto \varphi \left(x\pm i0\right)}.

### Opérations sur les hyperfonctions

#### Multiplication par une fonction analytique
Soit {\displaystyle f\in {\mathcal {O}}\left(\Omega \right)}. Il existe un voisinage complexe U de {\displaystyle \Omega } tel que f se prolonge sur U; soit {\displaystyle {\tilde {f}}} un tel prolongement. On définit alors le produit
{\displaystyle f\left[\varphi \right]:=\left[{\tilde {f}}\varphi \right]},
ce qui confère à {\displaystyle {\mathcal {B}}\left(\Omega \right)} une structure de {\displaystyle {\mathcal {O}}\left(\Omega \right)}-module.

#### Plongement de l'espace des fonctions analytiques dans l'espace des hyperfonctions
Soit {\displaystyle f\in {\mathcal {O}}\left(\Omega \right)} et {\displaystyle {\tilde {f}}} son prolongement à un voisinage complexe de {\displaystyle \Omega }. Considérons l'hyperfonction {\displaystyle \left[{\tilde {f}}\varepsilon \right]=-\left[{\tilde {f}}{\bar {\varepsilon }}\right]}. L'application {\displaystyle f\mapsto \left[{\tilde {f}}\varepsilon \right]} est bien définie et injective de {\displaystyle {\mathcal {O}}\left(\Omega \right)} dans {\displaystyle {\mathcal {B}}\left(\Omega \right)}, ce qui permet de plonger le premier espace dans le second.

#### Dérivation
La dérivée {\displaystyle \partial \left[\varphi \right]} (où {\displaystyle \partial =d/dx}) se définit par la relation
{\displaystyle \partial \left[\varphi \right]=\left[{\frac {d\varphi }{dz}}\right]}.
Plus généralement, soit {\displaystyle P=P\left(x,\partial \right)=\sum \limits _{k=0}^{n}a_{i}(x)\partial ^{i}} un opérateur différentiel à coefficients analytiques. On définit, en posant {\displaystyle z=x+iy}
{\displaystyle P\left[\varphi \right]=\left[\sum \limits _{k=0}^{n}a_{i}(z){\frac {d^{i}\varphi }{dz^{i}}}\right]}.
Ceci est encore possible si P est un opérateur d'ordre infini, c'est-à-dire si l'on remplace ci-dessus n par {\displaystyle +\infty }, sous réserve que la série {\displaystyle \sum \limits _{k=0}^{+\infty }a_{i}{\frac {d^{i}\varphi }{dz^{i}}}} converge dans l'espace de Fréchet {\displaystyle {\mathcal {O}}\left(U-\Omega \right)} (muni de la topologie de la convergence uniforme sur tout compact). Un tel opérateur n'aurait bien entendu aucun sens appliqué à une distribution.

#### Restriction et support d'une hyperfonction
Soit {\displaystyle \Omega } un ouvert de la droite réelle, {\displaystyle \left[\varphi \right]\in {\mathcal {B}}\left(\Omega \right)}, et {\displaystyle \Omega ^{\prime }} un ouvert de la droite réelle inclus dans {\displaystyle \Omega }. On définit la restriction {\displaystyle \left[\varphi \right]\left\vert _{\Omega ^{\prime }}\right.} de {\displaystyle \left[\varphi \right]} à {\displaystyle \Omega ^{\prime }} par la relation {\displaystyle \left[\varphi \right]\left\vert _{\Omega ^{\prime }}\right.=\left[\varphi \left\vert _{\Omega ^{\prime }}\right.\right]}. On a les deux résultats suivants:
Théorème — 
Le morphisme de restriction {\displaystyle \rho _{\Omega }^{\Omega ^{\prime }}:{\mathcal {B}}\left(\Omega \right)\rightarrow {\mathcal {B}}\left(\Omega ^{\prime }\right)} est surjectif, autrement dit le faisceau {\displaystyle \Omega \mapsto {\mathcal {B}}\left(\Omega \right)} des hyperfonctions sur la droite réelle est flasque.
Théorème et définition — Il existe un plus grand ouvert {\displaystyle \Omega ^{\prime }\subset \Omega } tel que {\displaystyle \left[\varphi \right]\left\vert _{\Omega ^{\prime }}\right.=0}. Le sous-ensemble {\displaystyle \Omega -\Omega ^{\prime }}, relativement fermé dans {\displaystyle \Omega }, est déterminé de manière unique et est appelé le support de {\displaystyle \left[\varphi \right]} (noté {\displaystyle supp\left[\varphi \right]}).

### Exemples d'hyperfonctions

#### Hyperfonction de Diracet ses dérivées
Soit {\displaystyle \Omega } un intervalle ouvert de la droite réelle contenant 0 et considérons l'hyperfonction
{\displaystyle \delta =\left[{\frac {-1}{2\pi iz}}\right]={\frac {1}{2\pi i\left(x+i0\right)}}-{\frac {1}{2\pi i\left(x-i0\right)}}}.
Soit {\displaystyle \psi \in {\mathcal {O}}\left(\Omega \right)} et U un voisinage complexe simplement connexe de {\displaystyle \Omega }, suffisamment petit pour que {\displaystyle \psi } admette un prolongement à U, prolongement que nous noterons de nouveau {\displaystyle \psi } pour ne pas compliquer les écritures. Nous supposerons de plus que U a un bord {\displaystyle \partial U} qui, orienté de manière canonique, est un lacet continûment dérivable (nous dirons alors que le bord {\displaystyle \partial U} est régulier ; par extension, dans la suite, un bord régulier pourra être la réunion de bords réguliers au sens restreint qui vient d'être défini si ces bords sont deux à deux disjoints). L'hyperfonction {\displaystyle \delta } agit comme suit sur {\displaystyle \psi }:
{\displaystyle \left\langle \delta ,\psi \right\rangle :=-\oint \nolimits _{\partial U}{\frac {-1}{2\pi iz}}\psi \left(z\right)dz}.
Le théorème intégral de Cauchy entraîne que {\displaystyle \left\langle \delta ,\psi \right\rangle =\psi \left(0\right)}, ce qui correspond bien à la « fonction généralisée » de Dirac représentant la masse +1 au point 0.
La dérivée d'ordre n de {\displaystyle \delta } est donnée par
{\displaystyle \delta ^{\left(n\right)}={\frac {-1}{2\pi i}}\left[{\frac {d^{n}}{dz^{n}}}{\frac {1}{z}}\right]=\left(-1\right)^{n+1}{\frac {n!}{2\pi i}}\left[{\frac {1}{z^{n+1}}}\right]=\left(-1\right)^{n+1}{\frac {n!}{2\pi i}}\left({\frac {1}{\left(x+i0\right)^{n+1}}}-{\frac {1}{\left(x-i0\right)^{n+1}}}\right).}
Soit une fonction analytique {\displaystyle \psi } définie comme ci-dessus. Le théorème intégral de Cauchy entraîne {\displaystyle \left\langle \delta ^{\left(n\right)},\psi \right\rangle =\left(-1\right)^{n}\psi ^{\left(n\right)}\left(0\right)}, formule analogue à celle que l'on obtient avec la dérivée d'ordre n de la distribution de Dirac.
On notera que l'hyperfonction de Dirac et toutes ses dérivées ont pour support {\displaystyle \left\{0\right\}}.

#### Hyperfonction de Heaviside
L'hyperfonction de Heaviside est définie par
{\displaystyle \Upsilon \left(x\right)=\left[{\frac {-1}{2\pi i}}\ln \left(-z\right)\right]_{z=x}}
où {\displaystyle \ln } est la détermination principale du logarithme, et on vérifie immédiatement que sa dérivée est égale à l'hyperfonction de Dirac {\displaystyle \delta }.

#### Une hyperfonction d'ordre infini
D'après ce qui précède, on a {\displaystyle \left[{\frac {1}{2\pi iz^{n+1}}}\right]={\frac {\left(-1\right)^{n+1}}{n!}}\delta ^{\left(n\right)}} si {\displaystyle n\geq 0}, cette hyperfonction étant nulle pour {\displaystyle n=-1}. On a d'autre part {\displaystyle e^{\frac {1}{z}}=1+\sum \limits _{n=0}^{+\infty }{\frac {1}{\left(n+1\right)!}}{\frac {1}{z^{n+1}}}}, par conséquent
{\displaystyle \left[-{\frac {1}{2\pi i}}e^{\frac {1}{z}}\right]=\sum \limits _{n=0}^{+\infty }{\frac {(-1)^{n}}{n!\left(n+1\right)!}}\delta ^{\left(n\right)}}
qui est une hyperfonction de support {\displaystyle \left\{0\right\}}. Cette hyperfonction étant d'ordre infini, elle ne peut pas être identifiée à une distribution (qui est toujours localement d'ordre fini), ce qui est dû au fait que 0 est un point singulier essentiel de la fonction de définition.

### Hyperfonctions à support compact

#### Définition
Soit Ω un ouvert de la droite réelle et K un sous-ensemble compact de Ω. Soit {\displaystyle {\mathcal {O}}\left(K\right)} l'espace des germes de fonctions analytiques définies dans un voisinage (ouvert) complexe de K, à savoir la limite inductive
{\displaystyle {\mathcal {O}}\left(K\right)=\lim \limits _{\underset {U\supset K}{\longrightarrow }}{\mathcal {O}}\left(U\right).}
Soit également {\displaystyle {\mathcal {B}}_{K}\left(\Omega \right)} l'espace des hyperfonctions sur Ω de support inclus dans K. L'espace {\displaystyle {\mathcal {O}}\left(K\right)^{\prime }} des formes linéaires continues sur {\displaystyle {\mathcal {O}}\left(K\right)} est un espace de Fréchet-Schwartz nucléaire, et il en va de même de {\displaystyle {\mathcal {B}}_{K}\left(\Omega \right)}. Il résulte d'un théorème dû à Köthe que les deux espaces {\displaystyle {\mathcal {O}}\left(K\right)^{\prime }} et {\displaystyle {\mathcal {B}}_{K}\left(\Omega \right)} sont algébriquement et topologiquement isomorphes, et peuvent donc être identifiés.
Plus précisément, soit {\displaystyle \psi \in {\mathcal {O}}\left(K\right)}, {\displaystyle T=\left[\varphi \right]\in {\mathcal {B}}_{K}\left(\Omega \right)} et U un voisinage complexe de K, inclus dans {\displaystyle \Omega } et de bord régulier. Le crochet de dualité est défini par
{\displaystyle \left\langle T,\psi \right\rangle =-\oint \nolimits _{\partial U}\psi \left(z\right)\varphi \left(z\right)dz}.
L'espace des hyperfonctions à support compact a donc une « bonne structure » d'espace vectoriel topologique, ce qui n'est pas le cas de l'espace des hyperfonctions à support quelconque, qu'on ne peut munir que de la topologie grossière (voir infra).

#### Convolution
Soit {\displaystyle T_{i}=\left[\varphi _{i}\right]\in {\mathcal {B}}_{K_{i}}\left(\mathbb {R} \right)}, {\displaystyle \varphi _{i}\in {\mathcal {O}}\left(\mathbb {C} -K_{i}\right)}, {\displaystyle i=1,2}, et
{\displaystyle \varphi \left(z\right)=\oint \nolimits _{\partial U}\varphi _{1}\left(w\right)\varphi _{2}\left(z-w\right)dw}.
où U est un voisinage complexe suffisamment petit de {\displaystyle K_{1}}. Alors {\displaystyle \varphi \in {\mathcal {O}}\left(\mathbb {C} -\left(K_{1}+K_{2}\right)\right)} et on peut donc définir l'hyperfonction
{\displaystyle T_{1}\star T_{2}=\left[\varphi \right]\in {\mathcal {B}}_{K_{1}+K_{2}}\left(\mathbb {R} \right)}
appelée le produit de convolution des deux hyperfonctions à support compact {\displaystyle T_{1}} et {\displaystyle T_{2}}. Ce produit de convolution peut encore être défini si seule {\displaystyle T_{1}} est à support compact.

#### Hyperfonction définie par une distribution à support compact
Soit Ω un ouvert de la droite réelle, K un sous-ensemble compact de Ω et T une distribution à support inclus dans K. Soit d'autre part {\displaystyle U\subset \Omega } un voisinage complexe de K à bord régulier et pour {\displaystyle z\in U-\Omega }
{\displaystyle \varphi _{T}\left(z\right)={\frac {1}{2\pi i}}\oint \nolimits _{\Omega }{\frac {1}{x-z}}dT\left(x\right)}
(où, pour simplifier l'écriture, on a noté T comme une mesure). Alors {\displaystyle \left[\varphi _{T}\right]} est l'hyperfonction définie par la distribution T. Le support de cette hyperfonction est identique à celui de T et l'application {\displaystyle T\mapsto \left[\varphi _{T}\right]} est injective, ce qui permet de plonger l'espace des distributions à support compact dans l'espace des hyperfonctions à support compact. Par exemple, on vérifie immédiatement que {\displaystyle \left[\varphi _{\delta }\right]} est bien l'hyperfonction de Dirac définie plus haut.

### Plongement de l'espace des distributions dans l'espace des hyperfonctions

#### Principe général
Toute hyperfonction dans un ouvert {\displaystyle \Omega } de la droite réelle peut s'écrire comme la somme d'une série localement finie d'hyperfonctions dans {\displaystyle \Omega } à support compact. Il en va de même pour une distribution. Grâce à la construction précédente, on peut donc plonger l'espace {\displaystyle {\mathcal {D}}^{\prime }\left(\Omega \right)} des distributions dans {\displaystyle \Omega }, dans l'espace {\displaystyle {\mathcal {B}}\left(\Omega \right)} des hyperfonctions dans {\displaystyle \Omega }. Ce plongement conserve le support.

#### Exemple
Considérons le peigne de Dirac Ш{\displaystyle =\sum \limits _{n=-\infty }^{+\infty }\delta _{\left(n\right)}} où {\displaystyle \delta _{\left(n\right)}} est la distribution de Dirac représentant la masse +1 au point n. Il s'agit d'une distribution tempérée, de support non compact. On lui associe canoniquement l'« hyperfonction peigne de Dirac »
Ш{\displaystyle ={\frac {1}{2\pi i}}\sum \limits _{n=-\infty }^{+\infty }\left[{\frac {1}{n-z}}\right]}.

### Support et spectre singuliers; multiplication des hyperfonctions

#### Support singulier
Le support singulier d'une distribution {\displaystyle T\in {\mathcal {D}}^{\prime }\left(\Omega \right)} (resp. d'une hyperfonction {\displaystyle T\in {\mathcal {B}}\left(\Omega \right)}) est l'ensemble des points {\displaystyle sing.suppT} de {\displaystyle \Omega } pour lesquels il n'existe aucun voisinage ouvert {\displaystyle V\subset \Omega } tel que la restriction {\displaystyle T\left\vert _{V}\right.} soit une fonction indéfiniment dérivable (resp. une fonction analytique réelle). Le support singulier d'une distribution ou d'une hyperfonction est un sous-ensemble fermé de son support.
Schwartz a montré qu'on ne pouvait pas multiplier deux distributions quelconques. Mais on peut multiplier deux distributions dont les supports singuliers sont disjoints. Il en va de même des hyperfonctions, mais leur multiplication est possible dans des cas plus généraux. Pour expliciter la condition qui rend possible la multiplication des hyperfonctions, la notion de spectre singulier est nécessaire.

#### Spectre singulier

##### Définition
Considérons la réunion disjointe {\displaystyle iS^{\ast }\Omega :=\Omega _{+}\coprod \Omega _{-}}, où {\displaystyle \Omega _{+}=\Omega _{-}=\Omega }, et notons {\displaystyle \left(x,\pm i\infty \right)} le point de {\displaystyle \Omega _{\pm }} dont la projection sur {\displaystyle \Omega } est x. Soit {\displaystyle \pi :iS^{\ast }\Omega \rightarrow \Omega :\left(x,\pm i\infty \right)\mapsto x} cette projection.
Soit {\displaystyle T=\left[\varphi \right]\in {\mathcal {B}}\left(\Omega \right)} où {\displaystyle \varphi \in {\mathcal {O}}\left(U-\Omega \right)}, U étant un voisinage complexe de {\displaystyle \Omega }, et soit {\displaystyle x_{0}\in \Omega }. L'hyperfonction T est dite micro-analytique au point {\displaystyle \left(x_{0},i\infty \right)} (resp. {\displaystyle \left(x_{0},-i\infty \right)}) de {\displaystyle iS^{\ast }\Omega } si {\displaystyle \varphi _{+}=\varphi \left\vert _{U_{+}}\right.} (resp. {\displaystyle \varphi _{-}=\varphi \left\vert _{U_{-}}\right.}) peut être prolongée analytiquement dans un voisinage ouvert de {\displaystyle x_{0}}. Cela revient à dire qu'il existe un voisinage réel {\displaystyle V_{0}} de {\displaystyle x_{0}}, un voisinage complexe {\displaystyle U_{0}} de {\displaystyle V_{0}} et une fonction {\displaystyle \psi \in {\mathcal {O}}\left(U_{0}-V_{0}\right)} tels que {\displaystyle T\left\vert _{V_{0}}\right.\left(x\right)=\psi \left(x-i0\right)} (resp. {\displaystyle T\left\vert _{V_{0}}\right.\left(x\right)=\psi \left(x+i0\right)}).
On appelle spectre singulier de T, et on note {\displaystyle S.S.T}, l'ensemble des points de {\displaystyle iS^{\ast }\Omega } auxquels T n'est pas micro-analytique. Il découle des définitions que {\displaystyle \pi \left(S.S.T\right)=sing.suppT}.

##### Exemples
- Considérons l'hyperfonction de Dirac {\displaystyle \delta }. On a {\displaystyle S.S.\delta =\left\{\left(0,i\infty \right),\left(0,-i\infty \right)\right\}}, {\displaystyle sing.supp\delta =supp\delta =\left\{0\right\}}.

- Considérons l'hyperfonction {\displaystyle T={\frac {1}{x+i0}}}. On a {\displaystyle S.S.T=\left\{\left(0,i\infty \right)\right\}}, {\displaystyle sing.suppT=\left\{0\right\}}, {\displaystyle suppT=\mathbb {R} }.

#### Multiplication des hyperfonctions
Soit l'application antipolaire {\displaystyle a:\left(x,\pm i\infty \right)\mapsto \left(x,\mp i\infty \right)=\left(x,\pm i\infty \right)^{a}}.
Théorème — Si {\displaystyle T,U\in {\mathcal {B}}\left(\Omega \right)} sont deux hyperfonctions telles que {\displaystyle S.S.T\cap S.S.\left(U\right)^{a}=\varnothing }, on peut définir le produit {\displaystyle T.U\in {\mathcal {B}}\left(\Omega \right)}.

##### Exemples
- On peut définir le produit {\displaystyle \left({\frac {1}{x+i0}}\right)\left({\frac {1}{x+i0}}\right)=\left({\frac {1}{x+i0}}\right)^{2}}.

- On peut définir le produit {\displaystyle \delta T} si T est micro-analytique aux deux points {\displaystyle \left(0,i\infty \right)} et {\displaystyle \left(0,-i\infty \right)}. On a alors {\displaystyle \delta T=\delta T(0)}.

- Plus généralement, on peut définir le produit {\displaystyle \delta ^{\left(n\right)}T} si T est micro-analytique aux points {\displaystyle \left(0,i\infty \right)} et {\displaystyle \left(0,-i\infty \right)}. On a alors

{\displaystyle \delta ^{\left(n\right)}T=\sum \limits _{j=0}^{n}\left(-1\right)^{j}\left({\begin{array}{c}n\\j\end{array}}\right)\delta ^{\left(n-j\right)}T^{j}\left(0\right)}.
Cette expression a bien un sens puisqu'il existe un voisinage ouvert réel {\displaystyle V_{0}} de 0 tel que {\displaystyle T\left\vert _{V_{0}}\right.} est une fonction analytique.

### Hyperfonctions de Laplace
L'espace des hyperfonctions de Laplace à support limité à gauche se définit par
{\displaystyle B_{\left[a,+\infty \right[}^{\exp }={\mathcal {O}}^{\exp }\left(\mathbb {C} -\left[a,+\infty \right[\right)/{\mathcal {O}}^{\exp }\left(\mathbb {C} \right)}
où, lorsque {\displaystyle U} est un ouvert du plan complexe réunion de cônes fermés de la forme {\displaystyle \Sigma =\left\{z\in \mathbb {C} :\alpha \leq \arg \left(z-a\right)\leq \beta \right\}}, {\displaystyle {\mathcal {O}}^{\exp }\left(U\right)} désigne les fonctions holomorphes de type exponentiel dans {\displaystyle U},, c'est-à-dire les fonctions holomorphes qui satisfont à une relation telle que
{\displaystyle \left\vert f\left(z\right)\right\vert \leq ce^{h\left\vert z\right\vert },z\in \Sigma }
pour chaque cône fermé {\displaystyle \Sigma \subset U}.
On peut définir la transformée de Laplace {\displaystyle {\hat {T}}} d'une hyperfonction de Laplace à support limité à gauche {\displaystyle T=\left[\varphi \right]}, et la transformation de Laplace {\displaystyle T\mapsto {\hat {T}}} est injective. Considérons, pour simplifier, une hyperfonction T à support compact (ce qui implique qu'elle est une hyperfonction de Laplace); sa transformée de Laplace est alors la fonction entière définie par la relation
{\displaystyle {\hat {T}}\left(s\right)=\left\langle T,\epsilon _{s}\right\rangle }
où {\displaystyle \epsilon _{s}:x\mapsto e^{-sx}}. Par exemple, {\displaystyle {\widehat {\delta ^{\left(n\right)}}}\left(s\right)=s^{n}} et en posant {\displaystyle T=\left[{\frac {-1}{2\pi i}}e^{\frac {1}{z}}\right]~},
{\displaystyle {\hat {T}}\left(s\right)=\sum \limits _{n=0}^{+\infty }{\frac {(-s)^{n}}{n!\left(n+1\right)!}}}
(voir un autre exemple dans Transformées de Laplace des hyperfonctions).

### Hyperfonctions et équations différentielles

#### Classification des opérateurs différentiels
Soit {\displaystyle P\left(x,\partial \right)=\sum \limits _{k=0}^{n}a_{i}(x)\partial ^{i}} un opérateur différentiel à coefficients analytiques dans un intervalle {\displaystyle \Omega } de la droite réelle, où {\displaystyle a_{n}\neq 0}. (Ici et dans toute la suite, x est une « variable muette »: en toute rigueur les coefficients devraient s'écrire {\displaystyle a_{i}:x\mapsto a_{i}(x)} et l'opérateur devrait s'écrire P ou {\displaystyle P\left(\partial \right)}, mais néanmoins cet abus d'écriture, très répandu dans la littérature, va s'avérer commode.)
Les points x qui sont des zéros de {\displaystyle a_{n}} sont appelés les points singuliers de l'opérateur {\displaystyle P\left(x,\partial \right)}. Supposons que x soit un point singulier et notons {\displaystyle ord_{x}a_{n}} l'ordre de multiplicité de ce zéro. Considérons le polygone de Newton au point x, à savoir le plus haut polyèdre convexe situé au-dessous des {\displaystyle n+1} points {\displaystyle \left(j,ord_{x}a_{j}\right),\ 0\leq j\leq n}, et notons sa plus grande pente {\displaystyle \sigma _{x}}. (De nombreux auteurs, se ramenant au cas où le point singulier est l'origine, prennent comme nouvelle dérivation {\displaystyle D=x\partial } au lieu de {\displaystyle \partial =d/dx} ,, ce qui conduit bien entendu à modifier le polygone de Newton.) Le point singulier x est dit régulier-singulier si {\displaystyle \sigma _{x}\leq 1} et irrégulier-singulier si {\displaystyle \sigma _{x}>1}.

#### Les théorèmes de Satō et de Komatsu
Théorème de Satō — 
L'opérateur {\displaystyle P\left(x,\partial \right)} est surjectif de {\displaystyle {\mathcal {B}}\left(\Omega \right)} dans {\displaystyle {\mathcal {B}}\left(\Omega \right)}. (Pour être plus explicite, une hyperfonction {\displaystyle T\in {\mathcal {B}}\left(\Omega \right)} étant donnée, l'équation {\displaystyle P\left(x,\partial \right)f=T} admet toujours une solution dans {\displaystyle {\mathcal {B}}\left(\Omega \right)}.)
Ce théorème montre que si {\displaystyle {\mathfrak {D}}\left(\Omega \right)} est un anneau d'opérateurs différentiels à coefficients analytiques dans {\displaystyle \Omega }, {\displaystyle {\mathcal {B}}\left(\Omega \right)} est un {\displaystyle {\mathfrak {D}}\left(\Omega \right)}-module à gauche divisible. En particulier, si {\displaystyle {\mathfrak {D}}\left(\Omega \right)} est un anneau de Dedekind non commutatif, comme la première algèbre de Weyl {\displaystyle A_{1}\left(\mathbb {C} \right)}, {\displaystyle {\mathcal {B}}\left(\Omega \right)} est un {\displaystyle {\mathfrak {D}}\left(\Omega \right)}-module à gauche injectif. Ceci a d'importantes conséquences dans la théorie des systèmes linéaires.
Komatsu a montré ce qui suit :
Théorème de Komatsu, — 
1. {\displaystyle \dim _{\mathbb {C} }\ker _{{\mathcal {B}}\left(\Omega \right)}P\left(x,\partial \right)=n+\sum \limits _{x\in \Omega }ord_{x}a_{n}}.
2. Les conditions suivantes sont équivalentes :
(a) {\displaystyle P\left(x,\partial \right)} n'a pas de point singulier;
(b) {\displaystyle \ker _{{\mathcal {B}}\left(\Omega \right)}P\left(x,\partial \right)\subset {\mathcal {O}}\left(\Omega \right)};
(c) {\displaystyle P\left(x,\partial \right)f\in {\mathcal {O}}\left(\Omega \right)} implique {\displaystyle f\in {\mathcal {O}}\left(\Omega \right)}.
3. Les conditions suivantes sont équivalentes :

(d) Tous les points singuliers de {\displaystyle P\left(x,\partial \right)} sont réguliers-singuliers;
(e) {\displaystyle \ker _{{\mathcal {B}}\left(\Omega \right)}P\left(x,\partial \right)\subset {\mathcal {D}}^{\prime }\left(\Omega \right)};
(f) {\displaystyle P\left(x,\partial \right)f\in {\mathcal {D}}^{\prime }\left(\Omega \right)} implique {\displaystyle f\in {\mathcal {D}}^{\prime }\left(\Omega \right)}.

#### Exemples
- Considérons l'équation différentielle

{\displaystyle \left(x^{2}{\frac {d}{dx}}-1\right)f=0}.
Le seul point singulier est 0. En traçant le polygone de Newton, on obtient {\displaystyle \sigma _{0}=2}, donc 0 est irrégulier-singulier. La partie (1) du théorème de Komatsu implique que {\displaystyle \dim _{\mathbb {C} }\ker _{{\mathcal {B}}\left(\Omega \right)}P\left(D\right)=3}. La solution classique est la fonction indéfiniment dérivable {\displaystyle x\mapsto {\rm {e}}^{-1/x}}  ({\displaystyle x\in \left]0,+\infty \right[}) prolongée par continuité par la valeur 0 sur {\displaystyle \left]-\infty ,0\right]}. Deux autres solutions linéairement indépendantes sont par exemple les hyperfonctions {\displaystyle {\rm {e}}^{-1/\left(x+{\rm {i}}0\right)}} et {\displaystyle \left[{\rm {e}}^{-1/z}\right]}: la première est un prolongement de la solution {\displaystyle x\mapsto {\rm {e}}^{-1/x}} sur {\displaystyle \left]-\infty ,0\right[} (aucune distribution n'est un tel prolongement), la seconde est supportée par l'origine (aucune distribution supportée par l'origine n'est solution).
- Soit l'équation différentielle

{\displaystyle \left(x^{3}{\frac {d}{dx}}+1\right)f=0}.
Le seul point singulier est de nouveau 0. On a cette fois {\displaystyle \sigma _{0}=3}, donc 0 est irrégulier-singulier. La seule distribution solution de cette équation est {\displaystyle T=0}. Le théorème de Komatsu montre qu'il existe quatre solutions hyperfonctions linéairement indépendantes. Deux d'entre elles sont faciles à calculer: il s'agit de {\displaystyle {\rm {e}}^{\frac {1}{\left(x+{\rm {i}}0\right)^{2}}}} et de {\displaystyle {\rm {e}}^{\frac {1}{\left(x-{\rm {i}}0\right)^{2}}}}. Les deux autres, dont l'expression est moins simple, s'obtiennent par une méthode de variation des constantes.

## Généralisations

### Hyperfonctions à plusieurs variables

#### Point de vue cohomologique
Soit {\displaystyle \Omega } un ouvert de {\displaystyle \mathbb {R} ^{n}} et U un voisinage complexe de {\displaystyle \Omega }, c'est-à-dire un ouvert de {\displaystyle \mathbb {C} ^{n}} dans lequel {\displaystyle \Omega } est relativement fermé. Satō a défini l'espace des hyperfonctions dans {\displaystyle \Omega } par la relation
{\displaystyle {\mathcal {B}}\left(\Omega \right)=H_{\Omega }^{n}\left(U,{\mathcal {O}}\right)},
n-ième groupe de cohomologie de U modulo {\displaystyle \Omega } et coefficients dans le faisceau {\displaystyle {\mathcal {O}}} des fonctions holomorphes; {\displaystyle H_{\Omega }^{n}\left(U,{\mathcal {O}}\right)} ne dépend pas du voisinage complexe U (« théorème d'excision » de Komatsu) et les groupes de cohomologie {\displaystyle H_{\Omega }^{p}\left(U,{\mathcal {O}}\right)} sont nuls pour {\displaystyle p\neq n} (théorème de Satō-Martineau-Harvey,,). On en déduit, en utilisant un résultat dû à Malgrange, que {\displaystyle {\mathcal {B}}:\Omega \mapsto {\mathcal {B}}\left(\Omega \right)} est un faisceau flasque.

#### Hyperfonctions comme sommes de valeurs au bord de fonctions holomorphes
D'après un théorème dû à Grauert, il existe un voisinage complexe V de {\displaystyle \Omega } qui est un ouvert de Stein, et {\displaystyle \Omega =\cap _{V\in {\mathfrak {S}}\left(\Omega \right)}V}, où {\displaystyle {\mathfrak {S}}\left(\Omega \right)} est l'ensemble des ouverts de Stein de {\displaystyle \mathbb {C} ^{n}} qui contiennent {\displaystyle \Omega } (un ouvert convexe est un exemple d'ouvert de Stein). Soit
{\displaystyle V\#\Omega =\left\{z\in V:\Im \left(z_{j}\right)\neq 0,\ j=1,...,n\right\}},
{\displaystyle {\hat {V}}_{j}=\left\{z\in V:\Im \left(z_{k}\right)\neq 0,\ k\neq j\right\}}.
Alors
{\displaystyle {\mathcal {B}}\left(\Omega \right)\cong {\frac {{\mathcal {O}}\left(V\#\Omega \right)}{\sum \nolimits _{1\leq j\leq n}{\mathcal {O}}\left({\hat {V}}_{j}\right)}}}.
Soit {\displaystyle \varphi \in {\mathcal {O}}\left(V\#\Omega \right)} et {\displaystyle \left[\varphi \right]} son image canonique dans {\displaystyle {\mathcal {B}}\left(\Omega \right)}; {\displaystyle \varphi } est appelée la fonction de définition de l'hyperfonction {\displaystyle \left[\varphi \right]}. On peut donner l'interprétation suivante de cette hyperfonction:
{\displaystyle \left[\varphi \right]\left(x_{1},...,x_{n}\right)=\sum \limits _{\sigma }sgn\left(\sigma \right)\varphi \left(x_{1}+i\sigma _{1}0,...,x_{n}+i\sigma _{n}0\right)}
où {\displaystyle \sigma =\left(\sigma _{1},...,\sigma _{n}\right)}, {\displaystyle \sigma _{j}=\pm 1}, {\displaystyle sgn\left(\sigma \right)=\sigma _{1}...\sigma _{n}}.
Par conséquent, l'hyperfonction {\displaystyle \left[\varphi \right]} est une somme de {\displaystyle 2^{n}} valeurs au bord de fonctions holomorphes (mais on peut montrer que {\displaystyle n+1} valeurs au bord suffisent à déterminer {\displaystyle \left[\varphi \right]}).

#### Hyperfonctions comme sommes localement finies de fonctionnelles analytiques
On définit le support d'une hyperfonction comme dans le cas d'une seule variable; Martineau et  indépendamment Harvey, ont montré (généralisant le théorème de Köthe déjà mentionné) l'isomorphisme {\displaystyle {\mathcal {B}}_{K}\left(\Omega \right)\cong {\mathcal {O}}\left(K\right)^{\prime }}, où {\displaystyle {\mathcal {B}}_{K}\left(\Omega \right)} est l'espace des hyperfonctions dont le support est inclus dans le compact {\displaystyle K\subset \Omega } et {\displaystyle {\mathcal {O}}\left(K\right)^{\prime }} est le dual de l'espace des germes de fonctions analytiques dans un voisinage complexe de K ({\displaystyle {\mathcal {O}}\left(K\right)} est un espace (DFS) nucléaire, tandis que {\displaystyle {\mathcal {O}}\left(K\right)^{\prime }} est un espace de Fréchet-Schwartz nucléaire). Ce théorème de dualité permet de définir une hyperfonction comme la somme d'une série localement finie de fonctionnelles analytiques (définition de Martineau).

#### Exemple
Le crochet de dualité entre {\displaystyle {\mathcal {O}}\left(K\right)} et {\displaystyle {\mathcal {B}}_{K}\left(\Omega \right)} a une expression simple lorsque {\displaystyle K\subset \prod \nolimits _{1\leq j\leq n}{\bar {\mathcal {D}}}_{i}} où chaque {\displaystyle {\mathcal {D}}_{i}} est un ouvert de {\displaystyle \mathbb {C} } ayant un bord régulier. On a alors, pour toute fonction {\displaystyle f\in {\mathcal {O}}\left({\bar {\mathcal {D}}}\right)},
{\displaystyle \left\langle \left[\varphi \right],f\right\rangle =\left(-1\right)^{n}\int \nolimits _{\partial {\mathcal {D}}_{1}\times ...\times \partial {\mathcal {D}}_{n}}f\left(z\right)\varphi \left(z\right)dz_{1}...dz_{n}}.
Par exemple, soit le multi-indice {\displaystyle \left(\alpha _{1},...,\alpha _{n}\right)}; posons {\displaystyle \left\vert \alpha \right\vert =\alpha _{1}+...+\alpha _{n}}, {\displaystyle \alpha !=\alpha _{1}!...\alpha _{n}!}, {\displaystyle \partial _{k}={\frac {\partial }{\partial x_{k}}}} et {\displaystyle \partial ^{\alpha }={\frac {\partial ^{\left\vert \alpha \right\vert }}{\partial x_{1}^{\alpha _{1}}...\partial x_{n}^{\alpha _{_{n}}}}}}. Enfin, soit
{\displaystyle \varphi ={\frac {\left(-1\right)^{n+\left\vert \alpha \right\vert }}{\left(2\pi i\right)^{n}}}{\frac {\alpha !}{z_{1}^{\alpha _{1}+1}...z_{n}^{\alpha _{_{n}}+1}}}}.
On obtient d'après le théorème intégral de Cauchy, {\displaystyle \left\langle \left[\varphi \right],f\right\rangle =\left(-1\right)^{\left\vert \alpha \right\vert }\partial ^{\alpha }f(\left(0\right)}, par conséquent {\displaystyle \left[\varphi \right]=\partial ^{\alpha }\delta }.

#### Hyperfonctions comme classes d'équivalences de fonctionnelles analytiques
Soit {\displaystyle \Omega } est un ouvert borné de {\displaystyle \mathbb {R} ^{n}}, {\displaystyle {\bar {\Omega }}} son adhérence et {\displaystyle \partial \Omega } sa frontière (qui sont toutes deux compactes). Puisque le faisceau de hyperfonctions est flasque, les hyperfonctions sur {\displaystyle \Omega } s'identifient aux hyperfonctions ayant leur support inclus dans {\displaystyle {\bar {\Omega }}} et qui s'annulent sur {\displaystyle \partial \Omega }. Ceci a conduit Schapira à poser la définition (reprise par Hörmander)
{\displaystyle {\mathcal {B}}\left(\Omega \right)={\mathcal {O}}\left({\bar {\Omega }}\right)^{\prime }/{\mathcal {O}}\left(\partial \Omega \right)^{\prime }.}
Puisque {\displaystyle {\mathcal {O}}\left(\partial \Omega \right)^{\prime }} est dense dans {\displaystyle {\mathcal {O}}\left({\bar {\Omega }}\right)^{\prime }}, la topologie quotient induite par la topologie de {\displaystyle {\mathcal {O}}\left({\bar {\Omega }}\right)} sur {\displaystyle {\mathcal {B}}\left(\Omega \right)} est la topologie grossière.

#### Hyperfonctions sur une variété analytique réelle
Ces approches s'étendent au cas où {\displaystyle \Omega } est une variété analytique réelle paracompacte de dimension n, en considérant une « complexification » U de {\displaystyle \Omega } et en utilisant si nécessaire un atlas de cartes analytiques (la « définition cohomologique » de Satō ne nécessite pas l'emploi d'un tel atlas). Dans ce contexte général, l'espace des distributions {\displaystyle {\mathcal {D}}^{\prime }\left(\Omega \right)} se plonge dans {\displaystyle {\mathcal {B}}\left(\Omega \right)}, et ce plongement conserve le support.

### Hyperfonctions et opérateurs linéaires aux dérivées partielles
Soit l'opérateur linéaire aux dérivées partielles
{\displaystyle P=P\left(x,D\right)=\sum \limits _{\left\vert \alpha \right\vert \leq m}a_{\alpha }\left(x\right)D^{\alpha }}
où l'on a posé  {\displaystyle D=(D_{1},...,D_{n})}, {\displaystyle D_{k}=-i\partial _{k}}, {\displaystyle D^{\alpha }=\left(-i\right)^{\left\vert \alpha \right\vert }\partial ^{\alpha }} (voir l'article Opérateur différentiel) et où les {\displaystyle a_{\alpha }} sont des coefficients analytiques dans un ouvert {\displaystyle \Omega } de {\displaystyle \mathbb {R} ^{n}}. L'opérateur P agit sur une hyperfonction {\displaystyle \left[\varphi \right]\in {\mathcal {B}}\left(\Omega \right)} par la relation
{\displaystyle P\left[\varphi \right]=\left[{\tilde {P}}\varphi \right]}
où {\displaystyle {\tilde {P}}} est l'opérateur différentiel déduit de P en remplaçant x par z et {\displaystyle \partial /\partial x_{i}} par {\displaystyle \partial /\partial z_{i}}. Le symbole principal {\displaystyle P_{m}} de P est défini par
{\displaystyle P_{m}\left(x,\xi \right)=\sum \limits _{\left\vert \alpha \right\vert =m}a_{\alpha }\left(x\right)\xi ^{\alpha }}
et l'opérateur P est dit elliptique dans {\displaystyle \Omega } si {\displaystyle P_{m}\left(x,\xi \right)\neq 0} pour tout {\displaystyle \xi \neq 0} et tout {\displaystyle x\in \Omega }. Le résultat ci-dessous est dû à Harvey:
Théorème —  Supposons {\displaystyle P(D)} à coefficients constants.
(1) On a l'égalité
{\displaystyle P(D){\mathcal {B}}\left(\Omega \right)={\mathcal {B}}\left(\Omega \right)},
autrement dit {\displaystyle {\mathcal {B}}\left(\Omega \right)} est un {\displaystyle \mathbb {C} [D]}-module divisible.
(2) Les conditions suivantes sont équivalentes:
(a) {\displaystyle P(D)} est elliptique;
(b) Si {\displaystyle u\in {\mathcal {B}}\left(\Omega \right)} et {\displaystyle P(D)u\in {\mathcal {O}}\left(\Omega \right)}, alors {\displaystyle u\in {\mathcal {O}}\left(\Omega \right)};
(c) Si {\displaystyle u\in {\mathcal {B}}\left(\Omega \right)} et {\displaystyle P(D)u\in C^{\infty }\left(\Omega \right)}, alors {\displaystyle u\in C^{\infty }\left(\Omega \right)}.
Schapira a montré que la propriété (1) reste vraie lorsque P est un opérateur elliptique à coefficients analytiques (elle est également vraie, dans ce cas, si l'on remplace {\displaystyle {\mathcal {B}}\left(\Omega \right)} par l'espace de distributions {\displaystyle {\mathcal {D}}^{\prime }\left(\Omega \right)}, ou par {\displaystyle {\mathcal {O}}\left(\Omega \right)}, ou encore par {\displaystyle C^{\infty }\left(\Omega \right)}). En revanche, elle est fausse si l'on remplace {\displaystyle {\mathcal {B}}\left(\Omega \right)} par {\displaystyle {\mathcal {D}}^{\prime }\left(\Omega \right)} sans faire d'hypothèse d'ellipticité sur P et de « P-convexité » sur l'ouvert  {\displaystyle \Omega }.
Lorsque {\displaystyle \Omega } est un ouvert convexe de {\displaystyle \mathbb {R} ^{n}}, Kaneto et Komatsu, ont montré que le {\displaystyle \mathbb {C} [D]}-module {\displaystyle {\mathcal {B}}\left(\Omega \right)} vérifie le « Principe fondamental d'Ehrenpreis » ; par suite c'est un {\displaystyle \mathbb {C} [D]}-module cogénérateur injectif. Ce résultat montre que l'espace des hyperfonctions est très bien adapté à l'étude des systèmes différentiels (aux dérivées partielles) linéaires  à coefficients constants.

### Hyperfonctions à valeurs vectorielles
L'extension de la théorie au cas d'hyperfonctions à valeurs dans {\displaystyle \mathbb {C} ^{m}} est triviale, mais on peut également définir et étudier des hyperfonctions à valeurs dans un espace de Fréchet complexe.